# Massimo De Luca (giocatore di calcio a 5)
Massimo De Luca (Napoli, 7 ottobre 1987) è un giocatore di calcio a 5 italiano, campione europeo con la nazionale italiana nel 2014.

## Carriera
Laterale mancino brevilineo, nel dicembre del 2013 si trasferisce al Real Rieti mentre nella stagione 2014-15 si accasa all'Asti. Il 28 gennaio 2018 viene inserito da Roberto Menichelli nella lista definitiva dei convocati per l'Europeo 2018. Nel 2016 gioca nel Lollo caffè Napoli di cui diventa capitano. Nel 2020 si trasferisce nel Real Rieti..

## Palmarès

### Competizioni giovanili
- Campionati italiani Juniores: 1

Napoli: 2003-04

### Competizioni nazionali
- Campionato italiano: 2

Asti: 2015-16
Italservice: 2021-22
- Coppa Italia: 3

Asti: 2014-15
Italservice: 2021-22
Napoli: 2023-24
- Supercoppa italiana: 3

Marca: 2011
Pescara: 2016
Italservice: 2021
- Winter Cup: 1

Asti: 2014-15

### Competizioni internazionali
- Campionato d'Europa: 1

Italia: 2014